# رفیق حریری
رفیق بهاءالدین حریری (انگلیسی: Rafic Bahaa El Deen Al Hariri؛ ۱ نوامبر ۱۹۴۴ – ۱۴ فوریهٔ ۲۰۰۵) سیاست‌مدار، نخست‌وزیر و فعال اقتصادی لبنانی بود. وی طی دو دوره بین سال‌های ۱۹۹۲ تا ۱۹۹۸ و ۲۰۰۰ تا استعفایش در ۲۰ اکتبر ۲۰۰۴ نخست‌وزیر لبنان بود. او رهبری پنج کابینه در دولت لبنان را طی دوران مسئولیتش بر عهده داشت. حریری نقش کلیدی در بازسازی بیروت ایفا کرد.
حریری در ۱۴ فوریه ۲۰۰۵ توسط افراد ناشناس ترور شد. بر اثر این حادثه سازمان ملل تحقیقاتی پیرامون قتل وی را تحت عنوان دادگاه ویژه برای لبنان آغاز کرد و در دو گزارش نخست، به احتمال نقش دولت سوریه در این ترور اشاره نمود. ترور حریری تغییرات سیاسی بسیاری را در لبنان رقم زد و به رشته اتفاقاتی منتهی شد که وقوع انقلاب سدر و خروج نیروهای سوری از لبنان را در پی داشت.

## زندگی و تحصیلات
رفیق حریری در ۱ نوامبر ۱۹۴۴ در یک خانواده مسلمان سنی در شهر بندری صیدون متولد شد. او دو خواهر و برادر داشت. او در مدرسه ابتدایی و متوسطه در صیدون تحصیل کرد و در مدیریت امور تجاری از دانشگاه عرب بیروت فارغ‌التحصیل شد.

## دوران سیاستمداری
حریری در سال‌های ۱۹۸۰ یک فرد خود ساخته ثروتمندی بود که با کمک مالی و شرکت در گروه‌های مختلف لبنانی مشهور گردید. او در سال ۱۹۸۳ مشاور سیاسی شاهزاده بندر بن سلطان بود. او بعد از در سراشیبی قرار گرفتن ساف و در نبود یک رهبر قابل اعتماد مرد قدرتمند سنی در کشور شد که همزمان بود با سربرآوردن شبه نظامیان شیعه امل در لبنان. به عنوان نماینده سابق سعودی نقش مهمی را در عقد توافقنامه ۱۹۹۰ طائف داشت که به جنگ داخلی شانزده ساله لبنان خاتمه داد. در سال ۱۹۹۲ حریری اولین نخست‌وزیر بعد از جنگ در دولت رئیس‌جمهور الیاس هراوی بود. او تا سال ۱۹۹۸ در این سمت بود که جای خود را به سلیم حوص داد. در حقیقت او در نتیجه جنگ قدرت بین حریری و رئیس‌جمهور جدید امیل لحود از سمتش برکنار شد. در سال ۲۰۰۰ حریری مجدداً نامزد نخست‌وزیری به‌جای سلیم حص شد. در سپتامبر ۲۰۰۴ حریری طرفدار اجرای قرارداد ۱۵۵۹ شورای امنیت شد که خواهان عقب کشیدن کلیه نیروهای خارجی از لبنان است گردید. در اکتبر ۲۰۰۴ از سمت خود مستعفی و عمر کرامی جایگزین او شد.

## سیاست اقتصادی از ۱۹۹۲ تا ۱۹۹۸
حریری سیاست اقتصادی پیشرفته‌ای را بنیان گذاشت. در ابتدای کار نخست‌وزیری‌اش طرحی بنام افق ۲۰۰۰ که نام دولتش برای نوسازی لبنان بود را شروع کرد. یک مؤلفه مهم افق ۲۰۰۰ بنیان‌گذاری یک شرکت خصوصی بنام سولیدر بود که نوسازی لبنان بعد از جنگ را بعهده گرفت. سولیدر با شرکت دولت و بخش خصوصی تأسیس شد. این شرکت بازسازی بخش جنوبی بیروت را هدف قرار داد و آن را به‌سرعت به یک مرکز جدید شهری تبدیل کرد. در طرح ده ساله‌ای خصوصی‌سازی صنایع لبنان در برنامه‌اش بود. قراردادهای بسیاری در زمینه انرژی، ارتباطات، برق، فرودگاه‌ها و راهسازی بسته شد. مهم‌ترین موضوع در طرح افق ۲۰۰۰ که مشخصاً خود رفیق حریری پشت آن بود ترغیب سرمایه‌گذاران خارجی و دعوت شرکت‌ها و بخش خصوصی برای شرکت در بازسازی لبنان بود.

## ترور
حریری در صبح روز دوشنبه ۱۴ فوریهٔ ۲۰۰۵ بر اثر انفجار بر سر راه کاروان موتوری‌اش در بیروت به قتل رسید. تحقیقات دربارهٔ قتل وی زیر نظر سازمان ملل متحد پیگیری می‌شود و رسیدگی به این پرونده بر عهده سرژ برامیرتز است آخرین گزارش برامیرتز حاکی از آن است که دی. اِن. اِی جمع‌آوری شده از صحنه جنایت نشان می‌دهد که انفجار منجر به قتل حریری احتمالاً به وسیله یک مرد جوان و به صورت انتحاری انجام گرفته است. دادگاه سازمان ملل نیز حکم بازداشت چهار عضو حزب‌الله لبنان را در رابطه با این موضوع صادر کرد. اما به‌دلیل عدم وجود مدارک و شواهد پس از مدتی این افراد تبرئه شدند. حزب‌الله با استناد به تصاویر ویدئویی از تحرکات هوایی اسراییل در چهاردهم مارس سال ۲۰۰۵ بر فراز بیروت در مسیر حرکت رفیق حریری و نیز حضور «غسان الجد» یک روز قبل از ترور در محل جنایت، اسرائیل را مسئول این ترور می‌داند. موضوعی که هیچگاه مورد بررسی دادگاه سازمان ملل قرار نگرفت.
سوریه در زمان قتل حریری نفوذ اطلاعاتی و نظامی گسترده‌ای در لبنان داشت؛ ولی دمشق آگاهی خود را از بمب‌گذاری مذکور رد کرده است. شورای امنیت سازمان ملل متحد با اجماع تمام اعضا خواستار همکاری کامل سوریه در تحقیقات سازمان ملل در این موضوع شده است و سرژ برامیرتز در دو گزارش خود از همکاری متقابل سوریه تقدیر کرده است.
در سپتامبر ۲۰۱۰، سعد حریری پسر رفیق حریری و نخست‌وزیر لبنان، با تجدیدنظر در مواضع پیشین خود، اتهام به سوریه در ترور پدرش را اشتباه و اتهامی سیاسی دانست. دو ماه پس از ترور رفیق حریری، نیروهای امنیتی و نظامی سوری تحت فشار اتهامات و افکار عمومی مجبور به خروج از لبنان شده بودند.
در نوامبر ۲۰۱۰ سی‌بی‌سی اظهار داشت که شواهد به دست آمده توسط پلیس لبنان و بعدها، سازمان ملل، ارتباط حزب‌الله لبنان و این ترور را نشان می‌دهد. با این حال دبیرکل حزب‌الله با رد تصادفی بودن تحرکات اطلاعاتی اسرائیل که حتی در روز ترور حریری هم رخ داده است، اعلام کرد که این تحرکات برای انجام عملیات صورت پذیرفته است، زیرا در این مناطق مراکز حزب‌الله وجود نداشت.
پنج نفر از اعضای حزب‌الله لبنان از طرف دادگاه بین‌المللی ویژه لبنان، مستقر در لاهه هلند، به نقش داشتن در سوءقصد به رفیق حریری متهم شدند. حزب‌الله همواره این اتهام‌ها را رد کرده است.

## دادگاه
دادگاه رسیدگی به ترور رفیق حریری، در سال ۲۰۱۴ بر اساس مصوبه شورای امنیت سازمان ملل متحد کار خود را آغاز کرد. قضات، دادستانی و بازماندگان خانواده رفیق حریری در نشست‌های دادگاه حاضر شده و شهادت افراد مطلع و نتایج تحقیقات دادستانی را شنیدند. به گزارش آسوشیتدپرس، دادستان‌های دادگاه لاهه از جمله بر اساس اطلاعات تلفن‌ها و مکالمات مجریان طرح ترور، پنج عضو حزب‌الله را به دست داشتن در این کشتار متهم کردند.
دادستان‌ها در نشست‌های دادگاه جزئیاتی مانند مواد منفجره که به کشتار و ویرانی عظیمی در قلب بیروت منجر شد، ارائه کردند. بر اساس اسناد ارائه شده در دادگاه و گفته‌های کارشناسان امور ضد ترور و مواد منفجره، حدود یک تن تی‌ان‌تی جاسازی شده در درون یک خودروی مدل میتسوبیشی قرار گرفت که هنگام عبور کاروان رفیق حریری از خیابان، با کنترل از راه دور منفجر شد.
بسیاری در لبنان آن انفجار مرگبار را به حاکمیت و استخبارات سوریه نسبت می‌دادند اما دمشق این اتهام را تکذیب کرده است. در برخی از گزارش‌های آن زمان ادعا شده بود که بشار اسد، رئیس‌جمهوری سوریه، اندکی پیش از کشته شدن رفیق حریری، با او دیدار کرد و در جریان آن با داد کشیدن سر او، تهدید کرد که در صورت عدم همراهی با مواضع سوریه، جانش را از دست خواهد داد. در آن گزارش‌ها ادعا شده بود که رفیق حریری یک تهدید جدی در برابر نفوذ سوریه و جمهوری اسلامی ایران و متحد آنها، حزب‌الله، در لبنان محسوب می‌شد.
پرداخت نیمی از هزینه سنگین دادگاه بین‌المللی لاهه، بر اساس قطعنامه سازمان ملل متحد برعهده دولت لبنان است؛ این دادگاه بیش از یک میلیارد دلار هزینه داشته است.

### متهمان
یکی از متهمان اصلی، مصطفی بدرالدین، پسرعمو و برادر همسر عماد مغنیه بود که بعد از کشته شدن مغنیه در سوءقصد منتسب به اسرائیل در ۱۲ سال پیش در دمشق، جایگزین او در مقام فرماندهی شاخه نظامی حزب‌الله شده بود. اما پس از کشته شدن مصطفی بدرالدین در انفجاری در اواسط بهار ۱۳۹۵ در نزدیکی فرودگاه نظامی دمشق، دیوان لاهه پرونده اتهامی علیه او را مختومه اعلام کرد.
چهار متهم باقی‌مانده در پرونده ترور رفیق حریری، سلیم جمیل عیاش ملقب به ابوسلیم، اسد حسن صبرا، حسن حبیب مِرحی و حسن اونیسی بودند. حسن اونیسی نام فامیل خود را به عیسی تغییر داد.

### تمدید دادگاه
در ۲۳ دسامبر ۲۰۱۷ دبیرکل سازمان ملل دادگاه ویژه قاتلان رفیق حریری را برای سه سال دیگر تمدید کرد.
- آنتونیو گوترش دبیرکل سازمان ملل در حال تمدید «مندیت دادگاه ویژه بین‌المللی» برای لبنان می‌باشد، این دادگاه در حال پیگرد قانونی مظنونان ترور رفیق حریری نخست‌وزیر سابق لبنان در سال ۲۰۰۵ می‌باشد.
- سخنگوی سازمان ملل استفان داجریک تمدید «مندیت دادگاه ویژه بین‌المللی» از اول مارس ۲۰۱۸ را اعلام کرد و گفت محاکمه غیابی چهار مرد که متهم به بمبگذاری در قتل حریری و ۲۲ نفر دیگر در بیروت هستند، در دادگاه ویژه مورد حمایت سازمان ملل در لاهه هلند در جریان است…
- سخنگوی سازمان ملل گفت گوترش بر تعهد سازمان ملل در حمایت از این دادگاه ویژه تأکید کرد، دادگاه در حال مبارزه علیه مصونیت و به میز محاکمه کشاندن کسانی هست که مسئول جنایت عمده می‌باشند.[۷]

### رای دادگاه
روز سه‌شنبه ۲۸ مرداد ۱۳۹۹، قاضی دادگاه بین‌المللی لاهه که پرونده ترور رفیق حریری، را بررسی کرد، گفت که شواهد متقن و محکمه‌پسندی مبنی بر دخالت مستقیم سوریه و رهبری حزب‌الله در این ترور به‌دست نیامده است. قضات دادگاه بین‌المللی لاهه در رای خود سلیم جمیل عیاش ملقب به ابوسلیم را در ارتباط با ترور رفیق حریری، مجرم شناختند و رای به تبرئه سه نفر دیگر دادند.
دیوید رِه، قاضی ارشد دادگاه، در نشست صدور حکم گفت از این نظر که رفیق حریری در ماه‌های پیش از کشته شدن‌اش خواهان کاهش نفوذ سوریه و حزب‌الله در لبنان بود، مطرح شدن این اتهام که سوریه و حزب‌الله در نابودی او و همفکرانش دست داشته‌اند، به عنوان یک احتمال مطرح بود و این ترور احتمالاً به سود آنها بوده است. اما به گفته او، شواهدی درمورد دخالت مستقیم حزب‌الله یا سوریه در این بمب‌گذاری به‌دست نیامد.
قاضی دادگاه لاهه، اعلام کرد که ترور او با مقاصد و انگیزه‌های سیاسی صورت گرفت. همچنین قاضی رِه تأکید کرد که حکم دادگاه ترور رفیق حریری در ۲۶۰۰ صفحه و بر اساس حدود ۱۳ هزار سند، مدرک و یادداشت و اظهارنظر کارشناسان تنظیم شده تا از ابعاد یک سوءقصد پیچیده رمزگشایی کند.
در این دادگاه چهار عضو سازمان حزب‌الله لبنان (سلیم جمیل العیاش، اسد صبرا، حسن حبیب مرحی و حسن عنیسی) به اتهام طراحی ترور متهم اصلی بودند و نام ۲۱ نفر هم به عنوان همدست مطرح بود. مصطفی بدرالدین، فرمانده شاخه نظامی حزب‌الله که برنامه‌ریز اصلی ترور معرفی شده بود، چهار سال پیش کشته شد و اکنون از ردیف متهمان خارج شده است.

## موضع‌گیری‌ها
جیمز ماتیس وزیر دفاع آمریکا روز ۱۱ ژوئیه ۲۰۱۷ بدون اشاره به اسناد به‌دست آمده در سال ۲۰۱۶ در مورد دخالت اسرائیل در ترور حریری، طی یک مصاحبه مطبوعاتی با مجله «ایسلندر» وابسته به یک مرکز بررسی آمریکایی در واشینگتن انگشت اتهام قتل رفیق حریری را به سمت ایران و شبه نظامیانش نشانه رفت و مجدداً بر موضع پنتاگون که با دخالت‌های ایران در منطقه مخالف است تأکید کرد. ماتیس حکومت ایران را متهم کرد که در پشت قتل حریری و سایر قتل‌ها قرار دارد.